# 須賀尾峠
須賀尾峠（すがおとうげ）は、群馬県吾妻郡の東吾妻町と長野原町の境にある峠である。

## 概要
- 標高は約1020メートル。
- 道路は国道406号として整備されており、車両の通行が可能。ただし狭隘区間が多く、大型車の通行は困難。東側に並行する群馬県道377号川原畑大戸線の大柏木川原湯トンネルを経由することで迂回できる。